# Bagley (Minnesota)
Bagley è una città degli Stati Uniti d'America, situata in Minnesota, nella contea di Clearwater, della quale è il capoluogo.